# آشور في حقبة ما بعد الإمبراطورية
تُعتبر حقبة ما بعد الإمبراطورية المرحلةَ الأخيرة من التاريخ الآشوري القديم، والتي تضمّ تاريخ موطن الآشوريين منذ سقوط الإمبراطورية الآشورية الحديثة في العام 609 قبل الميلاد وحتى النهب والتدمير الأخير لمدينة آشور، العاصمة الدينية القديمة لآشور، على يد الساسانيين تقريبًا في العام 240 ميلادية. في ذلك الحين، لم يكن ثمة وجود لدولة آشورية مستقلة، إذ خضعت مدينة آشور وغيرها من المدن الآشورية لسيطرة الإمبراطورية البابلية الحديثة (612–539 قبل الميلاد)، والإمبراطورية الأخمينية (539–330 قبل الميلاد)، والإمبراطورية السلوقية (312 –141 قبل الميلاد تقريبًا)، والإمبراطورية الفرثية (141 قبل الميلاد – 224 ميلادية). اتّسمت تلك الحقبة باستمرارية الدين، والثقافة، والتقاليد الآشورية، على الرغم من عدم وجود مملكة آشورية. ومع ذلك، فبحلول القرن الخامس قبل الميلاد، انقرضت اللهجة الآشورية القديمة للغة الأكادية، وحلّ محلّها الآرامية.
على إثر سقوط آشور خلال الحرب الميدو بابلية ضد الإمبراطورية الآشورية من 626 حتى 609 قبل الميلاد، تعرّض شمال بلاد ما بين النهرين للنهب والتدمير على نطاق واسع على يد قوات الميديين والبابليين. ولم يُبدِ الملوك البابليون، الذين ضموا معظم، إن لم يكن كل، بلاد آشور عظيمَ اهتمامٍ بتنمية المنطقة اقتصاديًا أو اجتماعيًا، ونتيجةً لذلك، حصل انخفاض شديدٌ في الكثافة السكانية. هُجرت العديد من أعظم مدن العصر الآشوري الجديد، مثل نينوى، في حين انخفض بشكل حادّ حجم وعدد قاطني المدن الأخرى، مثل آشور. لم تشهد المنطقة مرحلة التعافي سوى في ظلّ حكم الإمبراطورية الأخمينية. بعد سقوط بابل في العام 539، أعاد الملك الأخميني كورش الكبير تمثال إله الآشوريين القومي، آشور، إلى مدينة آشور. وأتاح موقف الأخمينيين المتمثل في عدم التدخل في الثقافات المحلية، وتنظيم الأراضي الآشورية في مقاطعة واحدة، آثورا، أتاحَ فرصة استمرارية الثقافة الآشورية.
خلال فترات حُكم السلوقيين والفرثيين، استقرّ العديد من السكان في آشور. وفي القرنين الأخيرين من الحكم الفرثي، ازدهرت آشور؛ إذْ أُعيد توطين وتوسيع كُبرى مدنها القديمة، مثل آشور، ونينوى، ونمرود، وأُعيد بناء القرى القديمة، وأُنشئت مستوطنات جديدة. وصلت الكثافة السكانية في آشور خلال حُكم الفرثيين إلى أرقامَ لم تشهدها منذ الإمبراطورية الآشورية الحديثة. لم تخضع غالبية بلاد آشور لحكم الفرثيين المباشر، إنما عبر سيطرة عدد من الممالك التابعة، مثل مملكتيّ عربايا وحدياب، واللتين حملتا بعض التأثير الثقافي الآشوري. يبدو أن مدينة أشور، والتي بلغت في ذلك الحين على الأقل ثلثيّ حجم المدينة خلال العصر الآشوري الحديث، أصبحت دولة مدينة شبه مستقلة، تحكمها سلالة من أمراء المدن الآشوريين والذين ربّما رأوا في أنفسهم خلفاءَ الملوك الآشوريين القدماء. انتهى ذلك العصر الذهبي للثقافة الآشورية عندما أطاح أردشير الأول، مؤسس الإمبراطورية الساسانية، بحكم الفرثيين، وخلال حملاته ضدهم، نهَب آشور ومدنها بصورة واسعة.

## التسمية
تتّسم القرون التي أعقبت سقوط الإمبراطورية الآشورية الحديثة بنقص واضحٍ في المصادر المتبقية من آشور. فالأدلة النصية والأثرية نادرةٌ للغاية، لدرجة أن تلك الفترة غالبًا ما يُطلق عليها اسم «العصر المظلم»، أو يُكتفى بتسميتها «ما بعد الآشورية». نظرًا لاستمرار سكّانها والأجانب عنها في اعتبار آشورَ كيانًا ثقافيًا وجغرافيًا متميزًا، وبالرغم من عدم استقلالها الكامل مرة أخرى، ونظرًا لإدارتها في بعض الأحيان بشكل منفصل، يحبذ العلماء المعاصرون استخدام اسم «ما بعد الإمبراطورية» لوصف تلك الفترة.

## تاريخ

### الحكم البابلي الحديث
أدى سقوط الإمبراطورية الآشورية الحديثة بعد حربها الأخيرة، الحرب الميدو بابلية ضد الإمبراطورية الآشورية، إلى إحداث تغيير جذري في الجغرافيا السياسية للشرق الأدنى القديم؛ إذ شهدت بلاد بابل فترة غير مسبوقةً من التقدّم والنمو، وأعيد توجيه طرق التجارة، وأعيد هيكلة التنظيم الاقتصادي والسلطة السياسية للمنطقة بأكملها. ولطالما اعتبر موضع خلافٍ فيما إذا كانت آشور، أو على الأقل أجزائها في أقصى الشمال على طول جبال طوروس، خاضعةً لسيطرة الميديين أو البابليين؛ بيد أنه توجد دلائل تُشير إلى أن الجيش البابلي كان حاضرًا في شمال غرب سوريا وفي الأجزاء الجنوبية من مملكة أورارتو الشمالية. ومؤدّى ذلك أن الإمبراطورية البابلية الحديثة ضمت معظم، إن لم نقل كل، الأراضي المركزية الآشورية.
أظهرت الدراسات الأثرية لشمال بلاد ما بين النهرين بصورة ثابتة وجودَ انخفاض كبير في حجم وعدد المواقع المأهولة في آشور خلال الفترة البابلية الحديثة، مما يشي بحدوث تفكك مجتمعي حادّ في المنطقة. كما تشير الأدلة الأثرية إلى أن العواصم الآشورية السابقة، مثل آشور، ونمرود، ونينوى، كانت شبه مهجورة تمامًا. خلال الحرب، دمّر الميديون والبابليون بعض المدن بالكامل؛ وتصِف بعض السجلات البابلية المعاصرة لتلك الفترة مستوى الدمار ونهب معابد آشور بالارتياع والأسى. لا يعكس تفكك المجتمع بالضرورة انخفاضًا هائلًا في عدد السكان؛ فمن الواضح أن المنطقة أصبحت أقل ثراءً وأقل كثافة بالسكان، ولكن يتضّح كذلك أن آشور لم تخلُ من سكّانها بشكل كامل، ولم تصبح فقيرة بالمعنى الحقيقي للكلمة. لربما هُجرت العديد من المستوطنات الصغيرة بسبب تدمير المنظمة الزراعية المحلية جراء عقود طويلة من الحرب والاضطرابات. من المحتمل أن يكون العديد من الآشوريين قد قُتلوا في الحرب مع الميديين والبابليين أو بسبب عواقب الحرب غير المباشرة (كالموت بسبب الأمراض أو الجوع) وربما انتقل الكثير منهم من المنطقة، أو هُجّروا بالقوة، إلى بابل أو أي مكان آخر. وربما تحولت شرائح كبيرة من السكان الآشوريين المتبقين إلى حياة الرحّل نتيجةً لانهيار المستوطنات المحلية والاقتصاد.
على الرغم من حفاظ ملوك بابل الحديثة إلى حد كبير على إدارة الإمبراطورية الآشورية، وفي بعض الأحيان اقتبسوا من البلاغة والرموز الآشورية للشرعية، وخصوصًا في عهد نبو نيد (الذي حكم من 556–539 قبل الميلاد، وكان آخر ملوك بابل الحديثة)، فإنهم كذلك عملوا أحيانًا كثيرة على تمييز أنفسهم عن الملوك الأشوريين الذين سبقوهم، ولم يحملوا لقب «ملك آشور». طوال فترة الإمبراطوريتين البابلية الحديثة والأخمينية، كانت آشور منطقة هامشية وقليلة السكان، وربما مردّ ذلك أساسًا إلى عدم صرف ملوك البابليين الحديثين كبيرَ اهتمامٍ باستثمار الموارد في تنميتها الاقتصادية والمجتمعية. وُثّقت أسماء أفراد يحملون أسماء آشورية في عدة أجزاء في بابل خلال الإمبراطورية البابلية الحديثة، بما في ذلك بابل، ونفر، والوركاء، وسيبار، ودلبات وبورسيبا. ويبدو أن الآشوريين في الوركاء قد حافظوا على وجودهم كمجتمع حتى عهد الملك الأخميني قمبيز الثاني (الذي حكم من 530 – 522 قبل الميلاد)، وكانوا مرتبطين ارتباطًا وثيقًا بديانة محلية تقدّس الإله القومي للآشوريين، آشور.
رغم البطء الواضح في عملية تعافي المنطقة، وشحّ الأدلّة المؤشرة على ذلك، فعلى الأقل ثبت وجود شيءٍ من الاستمرارية في الهياكل الإدارية والحكومية حتى ضمن الأراضي الأساسية للإمبراطورية الآشورية البائدة. وفي مرحلة ما بعد سقوط نينوى في العام 612 قبل الميلاد، دُمّرت بعض الوجوه المنحوتة على النقوش الحجرية في قصورها، ولكن لا يوجد دليل على حدوث احتلال بابلي أو ميديّ للمنطقة. في تل الشيخ حمد، وهو واحد من أكبر المستوطنات على طول نهر الخابور، استمر استخدام القصر الآشوري الكبير، الذي أطلق عليه علماء الآثار اسم «البيت الأحمر»، في العصر البابلي الحديث، مع وجود سجلات مسمارية كتبها أشخاص يحملون أسماء آشورية، وبطراز آشوري، على الرغم من أن تاريخها يعود لعهود أوائل ملوك العهد البابلي الحديث.